# Naobranchia kabatana
Naobranchia kabatana is een eenoogkreeftjessoort uit de familie van de Lernaeopodidae. De wetenschappelijke naam van de soort is voor het eerst geldig gepubliceerd in 2008 door Dippenaar & Jordaan.